# Église San Francesco al Prato de Pérouse
Pour les articles homonymes, voir Église San Francesco.
L'église San Francesco al Prato, flanquée sur sa gauche de l'oratorio di San Bernardino, se trouve à Pérouse, piazza San Francesco au bout de la via dei Priori.
Au XXe siècle, l'église fortement dégradée, a été désacralisée.

## Histoire
L'église a été érigée par les frères franciscains vers le milieu du XIIIe siècle d'après le modèle de l'église supérieure de la basilique Saint-François d'Assise. L'édifice, dès sa création, devient le lieu de dévotion préféré des riches familles de Pérouse qui la choisissent comme lieu de sépulture faisant d'elle le « Panthéon de Pérouse ».
Au cours du XIVe siècle, le couvent a été le siège d'un studium franciscain où furent formés les papes (franciscains) Sixte IV et Jules II. 
Vers 1450, entre le côté gauche et le transept, a été construit l’Oratorio della Confraternita della Santissima Concezione, revêtu de marqueteries de marbres blanc et rose, qui conservait un gonfalon de la Madonna della Misericordia, réalisé à l'occasion de l'épidémie de peste de 1464 par Mariano d’Antonio et Benedetto Bonfigli (maintenant dans l'oratoire Saint-Bernardin).
Avec la scission interne de l'ordre franciscain, l'église San Francesco al Prato devint le siège des conventuels tandis que les spirituels établirent le leur à la Chiesa di San Francesco al Monte à Monteripido. 
L'église, célèbre et riche de nombreux chefs-d'œuvre, a été remaniée à diverses reprises afin de remédier aux dommages causés par l'instabilité du terrain sur lequel elle est construite. 
À partir du XVe siècle, des travaux furent nécessaires afin de stabiliser et restaurer continuellement l'édifice.
Au XVIIIe siècle, l'église a été complètement réparée d'après un projet des Pietro Carattoli, mais le poids élevé des contreforts, au lieu de renforcer la précédente structure gothique, provoqua l'accélération de l'affaissement collinaire et, moins d'un siècle plus tard, la coupole, les voûtes de la nef et du transept et une partie des murs de l'abside durent être abattus.
En 1926, la façade centrale a été restaurée par Pietro Angelini. Libérée des édifices, qui lui étaient accolés depuis le XVIIe siècle, elle a été refaite à l'image de l'originale d'après la représentation du gonfanon de saint Bernardin (Galerie nationale de l'Ombrie). 
L'église est actuellement désacralisée. Depuis quelques années, avec le couvent qui abrite aujourd'hui l'Académie des beaux-arts de Pérouse, elle est soumise à de lourds travaux de consolidation et de restauration la destinant à devenir l'auditorium de Pérouse.

## Description

### Extérieur
L'église est de style gothique avec une rosace sur la façade et des fenêtres bifores sur les côtés.
Terminée par un tympan et entre deux contreforts, la façade est revêtue de motifs géométriques blancs et roses et de marqueteries polychromes.

### Intérieur
L'église comporte une seule nef avec transept et abside polygonale. 
Dans la chapelle connue sous le nom Oratorio della SS. Concezione ou del Gonfalone se trouve le sarcophage de Braccio da Montone (condottiere et seigneur de Pérouse au XVe siècle, du juriste Bartolo da Sassoferrato ainsi qu'un gonfanon (1464], œuvre de Benedetto Bonfigli. 
Autrefois l'église contenait de nombreuses œuvres d'art aujourd'hui transférées :
- Crucifix du  Maestro di San Francesco, Galerie nationale de l'Ombrie ;
- Mariage mystique de sainte Catherine, Orazio Alfani, Musée du Louvre ;
- La Résurrection de San Francesco al Prato, Le Pérugin, Musées du Vatican ;
- Couronnement de la Vierge, Raphaël, Musées du Vatican ;
- Déposition Borghèse, Raphaël, Galerie Borghese.

## Sources
- Voir liens externes